# 耶奥里·奥贝里
耶奥里·奥贝里（瑞典語：Georg Åberg，1893年1月20日—1946年8月18日），瑞典男子田径运动员。他曾代表瑞典参加1912年夏季奥林匹克运动会田径比赛，获得一枚银牌和一枚铜牌。